# Траметес Трога
Траме́тес Тро́га (лат. Tramétes trógii), или кориоло́псис Трога (Coriolópsis trogii), — вид грибов-базидиомицетов, относящийся к семейству полипоровые (Polyporaceae).
Плодовые тела шляпочные, боковые, жёстковатые, сверху с характерным желтоватым щетинистым опушением, снизу с неправильными угловатыми порами. Часто встречается на осине.

## Описание

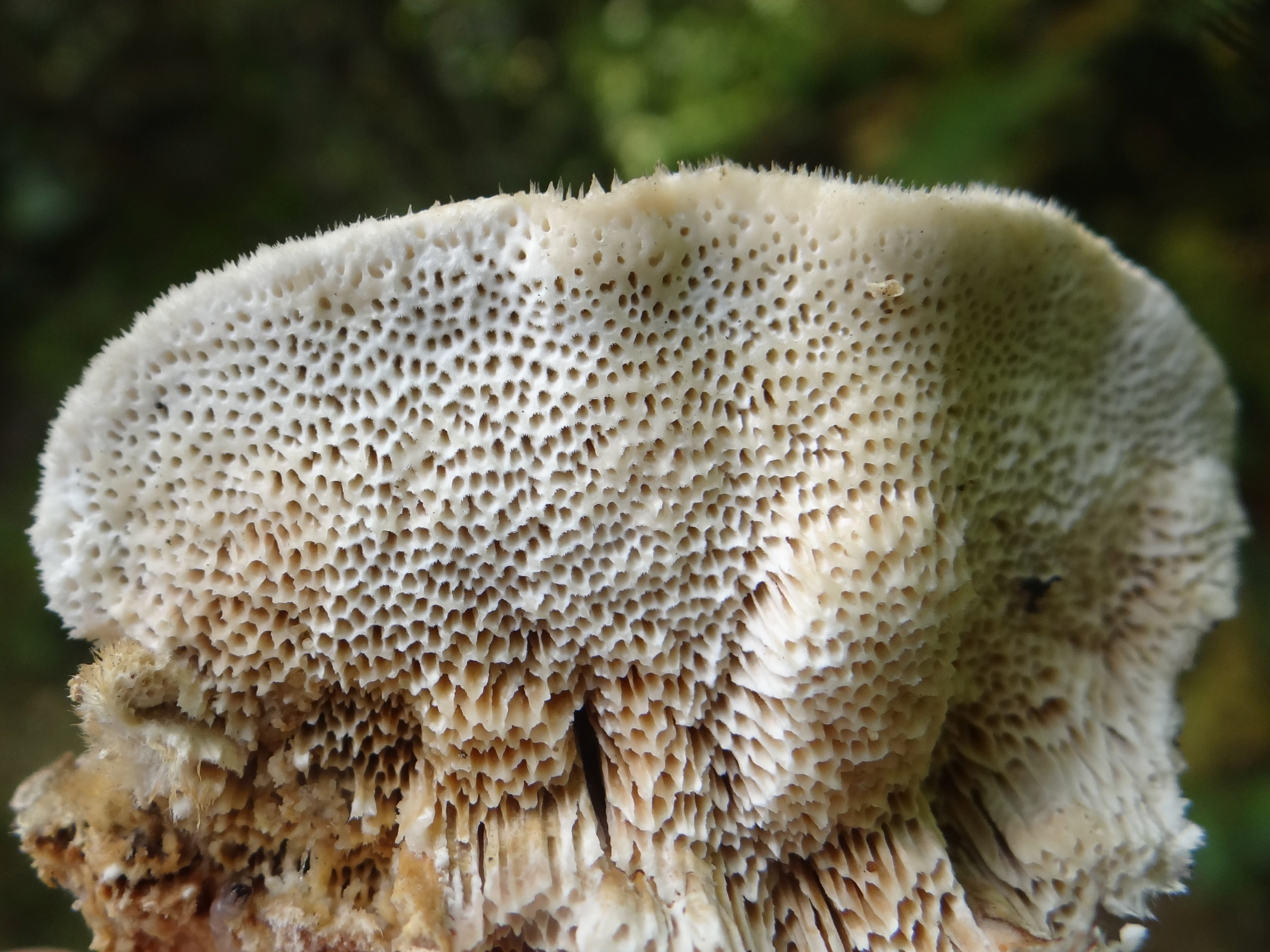
Гименофор

Плодовые тела однолетние, в виде сидячих шляпок, жёсткой пробковой консистенции, иногда полностью распростёртые. Шляпка до 4 см шириной, верхняя её поверхность грубощетинистая, иногда с едва выраженными концентрическими зонами, кремово-бежевая до охристо-бежевой.
Гименофор трубчатый до почти лабиринтовидного, с толстыми перегородками между порами, до 9 мм толщиной, с возрастом тёмно-медово-коричневатый.
Мякоть кремово-бежевая, с тонким (до 2 мм) нижележащим крепким слоем и более толстым (до 5 мм) волокнистым слоем, несколько темнеет при контакте с раствором KOH.
Гифальная система тримитическая, генеративные гифы мякоти тонкостенные, с пряжками, 2—4 мкм толщиной, скелетные гифы мякоти толстостенные, асептированные, 4—6 мкм толщиной, связывающие гифы мякоти толстостенные, асептированные, 2—3,5 мкм толщиной. Цистиды отсутствуют. Базидии четырёхспоровые, булавовидные, 18—23 × 6—7,5 мкм. Споры бесцветные, цилиндрические, 7—12 × 2,5—4 мкм.

## Экология и ареал
Весьма обычный вид зон широколиственных и смешанных лесов и тайги. Встречается на древесине лиственных пород, наиболее часто — на осине.

## Таксономия
Trametes trogii Berk. in J. G. Trog, Verz. Schweiz. Schw. Suppl. 2: 52 (1850).

### Синонимы
- Cerrena trogii (Berk.) Zmitr., 2001
- Coriolopsis trogii (Berk.) Domański, 1974
- Coriolus maritimus (Quél.) Quél., 1888
- Daedalea trametes Speg., 1880
- Funalia trogii (Berk.) Bondartsev & Singer, 1941
- Inodermus maritimus Quél., 1887
- Microporus ozonioides (Berk.) Kuntze, 1898
- Polyporus maritimus (Quél.) Sacc., 1891
- Polyporus ozonioides Berk., 1851
- Polystictoides maritimus (Quél.) Lázaro Ibiza, 1916
- Polystictus ozonioides (Berk.) Cooke, 1886
- Striglia trametes (Speg.) Kuntze, 1891
- Trametella trogii (Berk.) Domański, 1968
- Trametes extenuata var. rhodostoma (Forq. ex Quél.) Pat., 1904
- Trametes favus var. trogii (Berk.) Bres., 1909
- Trametes gallica f. trogii (Berk.) Pilát, 1939
- Trametes gallica var. trogii (Berk.) Sacc., 1925
- Trametes hispida subsp. trogii (Berk.) Bourdot & Galzin, 1925
- Trametes hispida var. rhodostoma Forq. ex Quél., 1888
- Trametes lutescens f. trogii (Berk.) Bres., 1897
- Trametes maritima (Quél.) Pat., 1900
- Trametes ozonioides (Berk.) Mussat, 1901
- Trametes tucumanensis Speg., 1898